# Phalacrichus max
Phalacrichus max är en skalbaggsart som beskrevs av Ignacio Ribera och Carles Hernando 2000. Phalacrichus max ingår i släktet Phalacrichus och familjen lerstrandbaggar. Inga underarter finns listade i Catalogue of Life.